# Cauliflower cheese

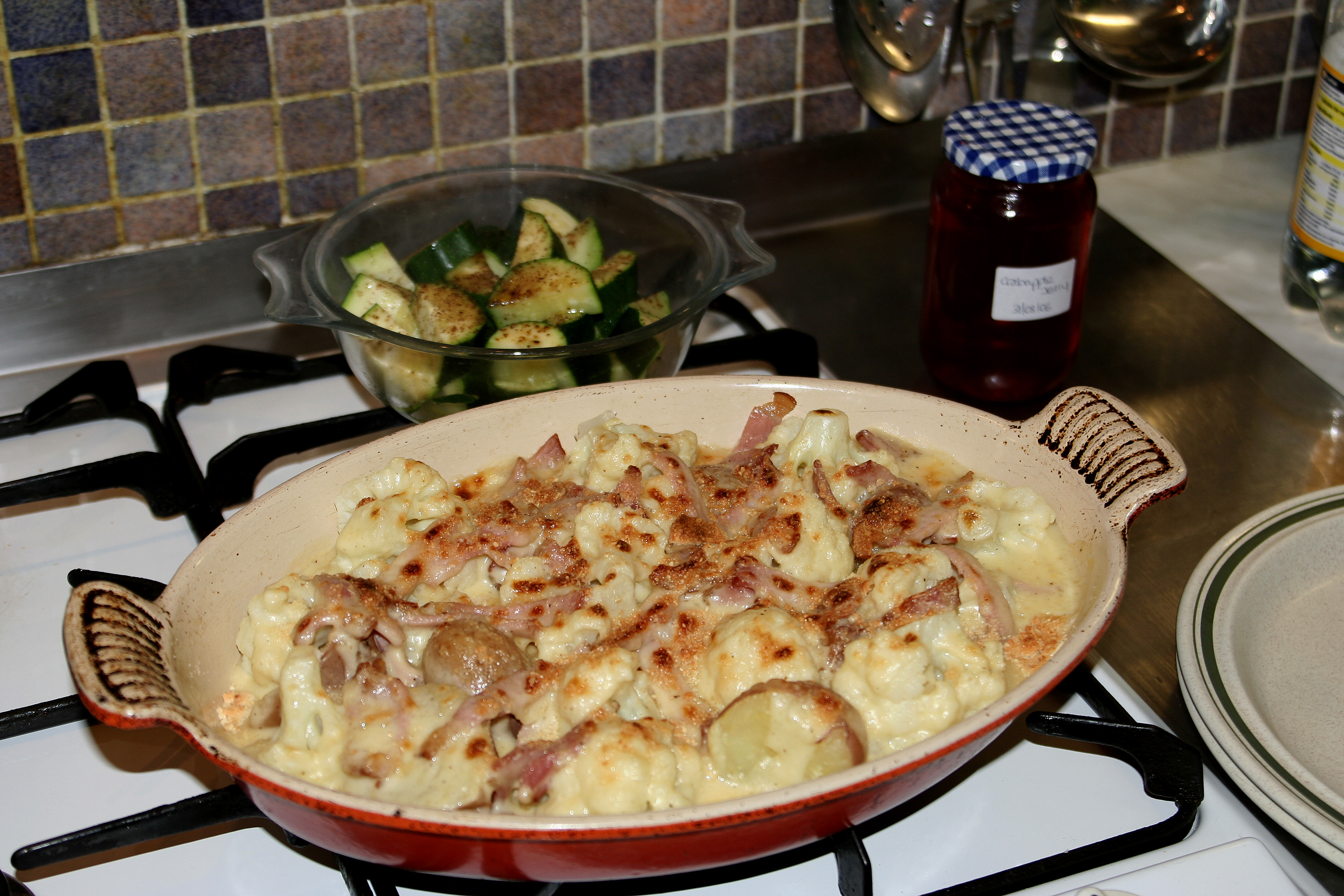
Cauliflower cheese.

El cauliflower cheese, a veces cauliflower and cheese (en español ‘coliflor y queso’), es una receta británica tomada normalmente como platillo principal para comer o cenar. Es parecido a los macarrones con queso, pero usa coliflor en lugar de macarrones. También puede tomarse como verdura para acompañar una comida británica tradicional de tipo «carne y verdura», de las cuales la más popular es el roast beef. 
El cauliflower cheese consiste en trozos de coliflor ligeramente cocidos cubiertos con una salsa de queso a base de leche, para la que se suele preferir un queso duro y fuerte (como el cheddar). También puede usarse una salsa bechamel más elaborada aderezada con queso, mostaza inglesa y nuez moscada. El plato se cubre con queso gratinado (a veces mezclado con pan rallado) y se hornea ligeramente para terminarlo.
A veces se añade pasta e ingredientes adicionales, como el atún, si es servido como plato principal.

## Historia
Como las coliflores fueron introducidas al Reino Unido sobre el siglo XVII, el cauliflower cheese probablemente fue creado en esa época, si bien la historia del plato es muy vaga. Probablemente fue comida sola para los pobres cuando no disponían de carne, algo común en aquella época. Hay una receta de coliflor con queso parmesano en Mrs Beeton's Book of Household Management, publicado por primera vez en 1861. En los siglo XIX y XX el plato era servido a menudo como acompañamiento de la carne asada y las patatas que se comían en la tradicional Sunday roast, normalmente en los meses de invierno.
En el Reino Unido, el cauliflower cheese se produce ampliamente como plato preparado vegetariano, y también es popular como alimento infantil preparado.